# Villanueva de Odra
Villanueva de Odra es una localidad española situada en la comarca Odra-Pisuerga, perteneciente al municipio de Villadiego (provincia de Burgos, comunidad autónoma de Castilla y León). Está situada 13 km al oeste de la capital del municipio, en la  carretera  BU-620 , tramo de Sasamón a Sotresgudo. La baña el río Odra.

## Historia

### Prehistoria
Hay evidencias de la presencia de herramientas de sílex (yacimientos de Camino de Sotresgudo, Ontañón).

### Época Romana
Hubo actuaciones romanas, como atestiguan el puente de piedra y la existencia documentada de una calzada romana.

### Edad Media
La referencia documental a esta localidad más antigua conocida data de 1144 (relación de heredades que un matrimonio dieron al monasterio de San Salvador de Oña).
En 1177 aparece en una pesquisa ordenada por Alfonso VIII para fijar los límites de Grajalejo, realizada entre el monasterio de Santa María de Aguilar de Campoo y los concejos de Bonadiella, Villamar, Sandoval y Villanueva de Odra.
El nombre de la población aparece citado en un documento del monasterio de Santa María de Aguilar de Campoo fechado en 1182, que trata de amojonar con precisión la posesión de los monjes.
En 1189 aparece en otro documento en que se le cita: Villam nouam que est in alfoz de Amaya, sita in ripa rivi qui dicitur Modra.
En un documento de octubre de 1230 del monasterio premonstratense de Villamayor de Treviño se le cita con el nombre de Uilla Nueua.
En el Libro Becerro de las Behetrías, 1352, aparece citado como Villanueva D'Odra.
En el siglo XVI tenía 90 vecinos y una pila (una parroquia).

### Edad Moderna
A mediados del siglo XVIII, en Villanueva de Odra se tejían unas 100 varas de jerga al año, disponiendo de tres telares para ello. También se tejían unas 40 piezas de estameñas del país, produciendo 400 varas de tela con un solo telar.
Perteneció a la Cuadrilla de Odra entre 1785 y 1833, en el Partido de Villadiego, formada por seis lugares. En el censo de Floridablanca de 1787 figura como lugar que formaba parte de la Jurisdicción de Villadiego en el Partido de Villadiego, uno de los catorce que formaban la Intendencia de Burgos, durante el período comprendido entre 1785 y 1833. Contaba con jurisdicción de señorío secular siendo su titular el Duque de Frías, quien nombraba al alcalde pedáneo a propuesta del Adelantado, del alcalde mayor de Villadiego o de la Justicia de Amaya.
En el censo de 1842 contaba con 8 hogares y 32 vecinos.
Madoz lo describe a mediados del siglo XIX como un lugar con ayuntamiento, en la provincia, audiencia territorial, capitanía general y diócesis de Burgos. Partido Judicial de Villadiego. Situado en la llanura de Campos. Clima frío. Tiene 80 casas, escuela de instrucción primaria. Una iglesia parroquial (San Pedro) servida por un cura párroco. Tres ermitas, Santa Brígida en la población, y San Roque y Santa María Magdalena en el término municipal. Confina al norte con Sandoval de la Reina, al este con Villahizán de Treviño, al sur con Villamayor y las Granjas, al oeste con Guadilla de Villamar. El terreno es de mediana calidad. Le cruza el río Odra sobre el cual hay un gran puente de piedra. Los caminos son locales. Produce cereales, legumbres y vino. Cría ganado lanar y vacuno. Caza de liebres y perdices. Población: 45 vecinos con 165 habitantes. Contribución: 6 064 reales con 18 maravedíes.
En 1886 contaba con 354 habitantes. Tenía un cirujano sangrador llamado Hilarión García Rodríguez.
En 1976 el municipio de Villanueva de Odra se extingue, incorporándose al de Villadiego. Villanueva de Odra se constituye entonces en pedanía

## Demografía
| Gráfica de evolución demográfica de Villanueva de Odra entre 1842 y 1970 |
| |
| Población de derecho según los censos de población del INE. Población de hecho según los censos de población del INE.Entre el censo de 1981 y el anterior, este municipio desaparece porque se integra en el municipio Villadiego. |

## Monumentos y lugares de interés

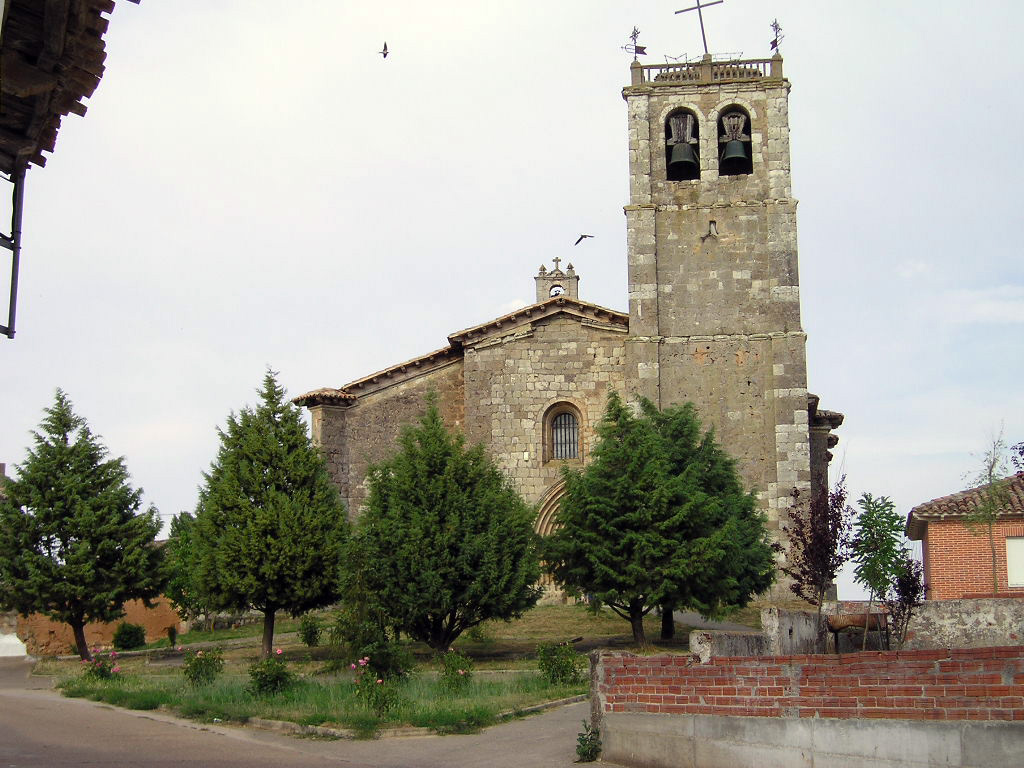
Iglesia de San Pedro y San Pablo.

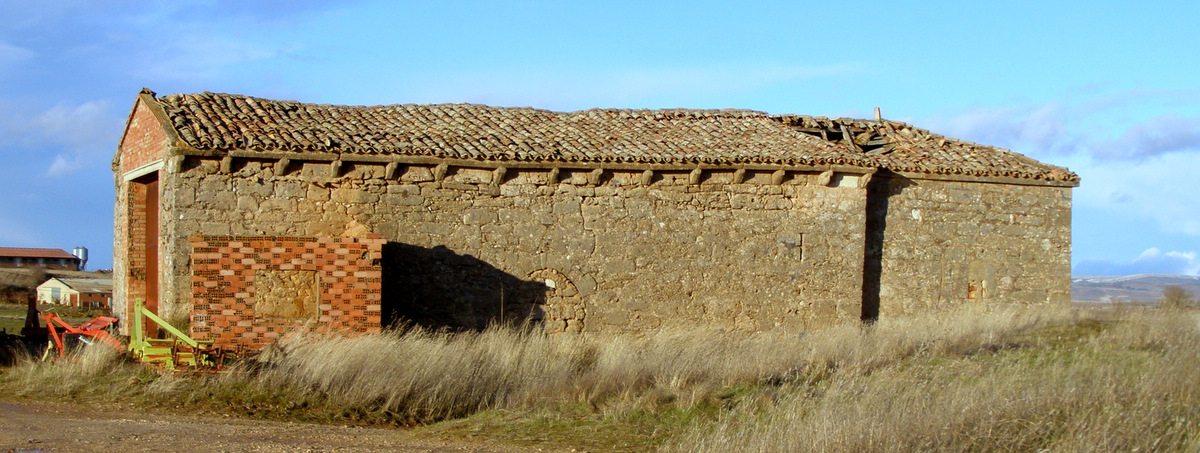
Ermita de Santa Brígida.

Iglesia de San Pedro y San Pablo. Gótico-renacentista (siglo XIV). Edificada sobre la base de un templo románico, seguramente de principios del siglo XIII, del que solo queda, en el exterior, parte del muro sur y cinco canecillos sencillos, así como la portada. En el interior, de su pasado románico, quedan tres pilares con capiteles decorados. Pila bautismal románica. Torre barroca. El retablo mayor fue ejecutado en 1663 por Policarpo de la Nestosa y Bernardo de Arroyo. El dorado del retablo mayor fue ejecutado en 1667 por Toribio García Gutiérrez y Lucas de la Concha, maestros doradores y estofadores. En fase de restauración (2013-2017).
Ermita de la Magdalena Románica, seguramente de finales del siglo XII. En sillería y mampostería. Muy reformada. Portada en el muro sur, con cuerpo saliente, con tres arquivoltas de medio puntos. Decoración externa con ajedrezado.
Ermita de San RoqueNecesita obras de restauración.
Ermita de Santa Brígida En la actualidad se utiliza como almacén. Presenta un mal estado de conservación. Incluida en la Lista Roja del Patrimonio de Hispania Nostra.
Puente ViejoPuente medieval de piedra sobre el río Odra. El origen puede ser altorromano imperial o tardorromano con fábrica probablemente romana con modificaciones medievales, modernas y contemporáneas.
Fuente de la FraguaDe piedra. Con arco de medio punto.

## Fiestas
- 15 de mayo, San Isidro Labrador: misa y bendición de los campos.
- 29 de junio, San Pedro Apóstol, patrono del pueblo: fiestas patronales.
- Segundo o tercer domingo de agosto, romería de la Magdalena.

## Música tradicional
Jota de Villanueva de OdraEs una de las jotas burgalesas.

## Costumbres y tradiciones
Rosquillos en las bodas.
Chicharro de barril y aceitunas en Viernes Santo.
Disfraces de mascaritos en carnavalEl martes de carnaval los chicos se ponían las ropas antiguas, mantas de cuadros, cobertores, cencerros, caretas. Era imposible reconocerles. Iban por las calles para ser vistos por todos, los más pequeños les tenían miedo.
Iban de casa en casa coreando una canción que decía:
señora María, eche mano al arca, eche mano al arca 
y saque los huevos de la polla blanca de la polla blanca.
Era muy bonito, la gente les daba huevos y otras cosas y con eso hacían la merendilla y una gran fiesta.
Reuniones familiares los días de matanza.
San IsidroEl día de San Isidro los mozos del pueblo pedían manojos de la poda de las viñas y cuando se hacía la noche hacían una hoguera en la plaza.
Juego de la Chana
Función del JudasUna costumbre ya desaparecida en Villanueva de Odra. Se celebraba por Pascua de Resurrección.
Función de Santa BrígidaCostumbre desaparecida. En Villanueva de Odra hacían hogueras junto a la ermita románica de Santa Brígida y tomaban café y vino. Algunos se disfrazaban como diablos, animales o genios de los bosques para espantar las tinieblas del invierno y llamar a la primavera. Era una fiesta cristianizada de origen pagano que ensalzaba a Brígida-Brigit (la Diosa Madre Brigit, la ensalzada hija de Dagda, el druida de los dioses) y que es patrona de bardos, herreros, médicos y parturientas.

## Cofradías religiosas
Cofradía de la Vera Cruz.

## Despoblados
- Gerijales.[25]
- Grajalejo en la ubicación de la ermita de la Magdalena, que debió servir de iglesia parroquial al pueblo.[19]
- San Martín de Maçora. Lugar donde se ubicó un convento y se han conocido restos de edificaciones. El convento aparece citado en el Cartulario de Aguilar de Campoo en 1177.[19]

## Producciones
- Agricultura de secano.
- En 1828 está documentado que poseía telares de gerga[26] y de lienzos caseros.[27][25]

## Medio natural
Entorno natural del río Odra.

## Ocio
Coto de caza menorNúmero BU-10059. Constituido el 16/11/1995. Superficie de 1 413,98 ha.
Aguas trucherasLas del río Odra, río arriba del puente de Villanueva de Odra, así como todas las aguas que afluyen a ese tramo.
Ruta BTT Riberas del OdraSeñalizada. 33,3 km. 310 m de desnivel acumulado.

## Redes Sociales
```
- Twitter: 
Renacuajos
. Villanueva de Odra.
```